# Musée de l’ardoise de Trélazé
Pour les articles homonymes, voir Musée de l’ardoise.
Le Musée de l'ardoise est un lieu de mémoire et de découverte du métier de mineurs de schiste. Il est situé dans la commune ardoisière de Trélazé, dans le département de Maine-et-Loire, au cœur du gisement d'Angers-Trélazé.

## Description
Ce centre muséographique décrit l'histoire de l'extraction de l'ardoise et notamment l'historique des importantes exploitations minières de l'ardoise du bassin angevin. Il se situe au cœur du site ardoisier de Trélazé, sur une zone classée parmi les sites remarquables du département de Maine-et-Loire par arrêté ministériel du 7 mai 1993,.
Outre un accueil avec boutique, le musée se décompose en trois domaines : 
- Une partie réservée aux séances de démonstration de coupes et fentes de l'ardoise, où un fendeur reproduit les gestes ancestraux devant le public[3],[4] ;
- Une deuxième partie présentant dans des salles d'exposition, situées dans l'ancienne usine d'allumettes, des objets, outils et documents d'époque, ainsi qu'un film vidéo sur l'histoire et l'évolution des techniques[5],[4] ;
- Une troisième et dernière partie offre aux visiteurs un parcours pédestre, qui permet de découvrir les anciennes carrières de schiste ; vieux fonds et paysages miniers reconvertis en lieux naturels sauvages et ornithologiques[6].

On trouve également sur le site un moulin d'exhaure en cours de restauration.
L'établissement est labellisé « Musée de France ».

## Historique
L'origine du musée remonte à 1979, année où voit le jour l'Association des Amis de l'Ardoise, créée par Marcel Goacolou dit Goa. Celle-ci, composée de mineurs et de fendeurs, veut que perdure dans le temps, la mémoire du travail de l'ardoise et d'un savoir-faire séculaire.
L'association s'installe en 1981 dans la maison de l'Union et les salles de l'ancienne manufacture d'allumettes, et ouvre en 1984 un musée consacré à l'ardoise. Elle compte cette année-là une centaine d'adhérents et enregistre environ 9 000 entrées. L'année suivante, en 1985, elle s'étend au site ardoisier autour de la maison, friche ardoisière comptant des buttes et vieux fonds. Un amphithéâtre de démonstration est ensuite construit en 1989 à proximité de la maison de l'union,,,.
Le musée de l'ardoise fête son trentième anniversaire en 2009.
Après une première restauration en 1993, les salles d'exposition sont à nouveau rénovées en 2013 en un espace scénographique s'étendant sur 300 m2 comprenant notamment une présentation de l'ardoise à travers le monde, la géologie et l'histoire de l'exploitation ardoisière. L'année suivante, en mars 2014, la fin de l'activité des ardoisières de Trélazé renforce le rôle patrimonial du musée.

## Collections
Le musée conserve des témoignages précieux du savoir faire des ardoisiers et des matériels authentiques liés au fonctionnement des ardoisières. Il compte en effet des objets en lien avec le travail de mineur, des outils, des costumes, des photographies, des archives papier, des archives sonores, des maquettes, ainsi que des objets réalisés en ardoise,,. Il compte également des matériels, machines et outils, des wagonnets, une cabine de transport des mineurs au fond de la mine ainsi qu'une cage d'ascenseur.

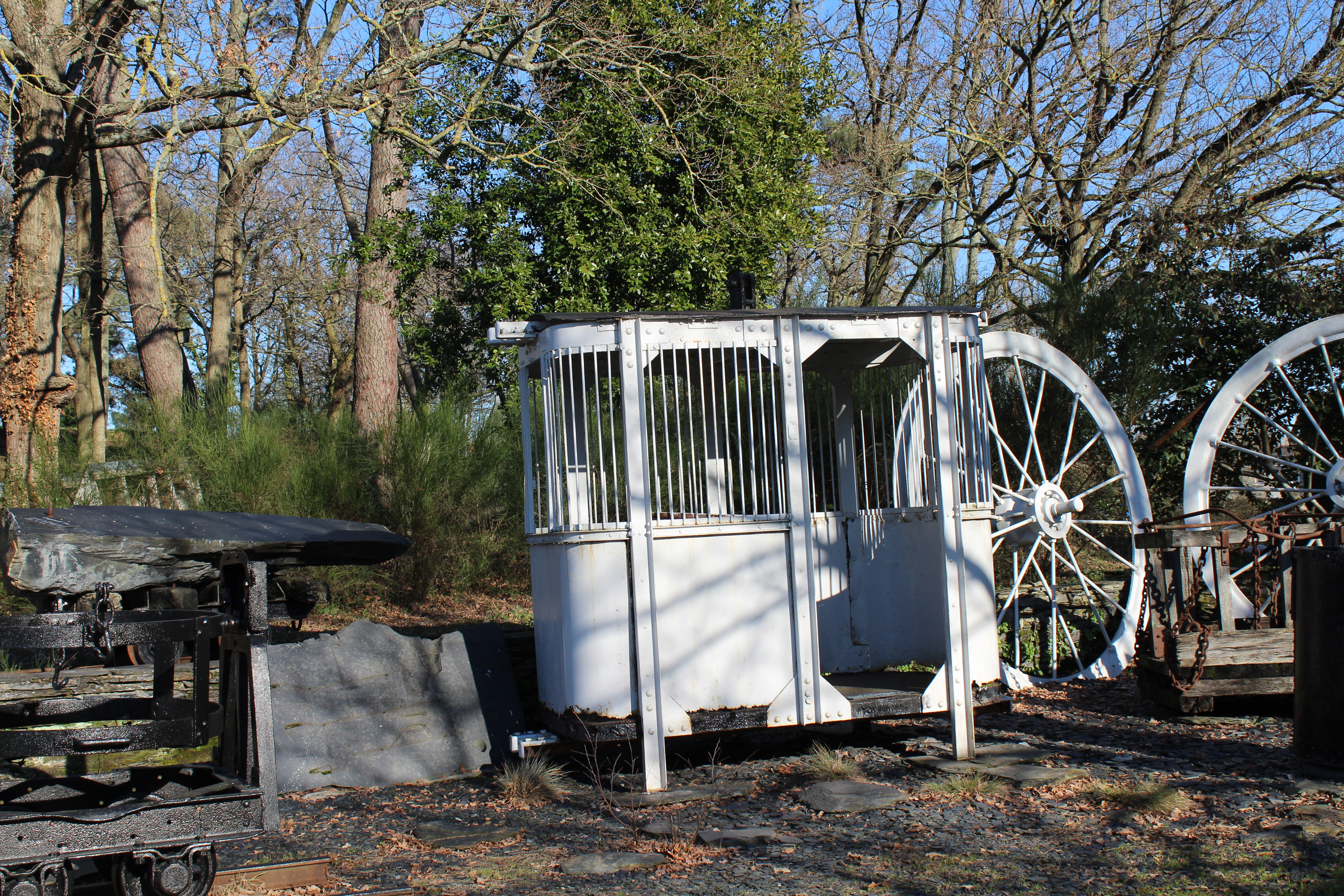
Cage pour la descente dans le fond.
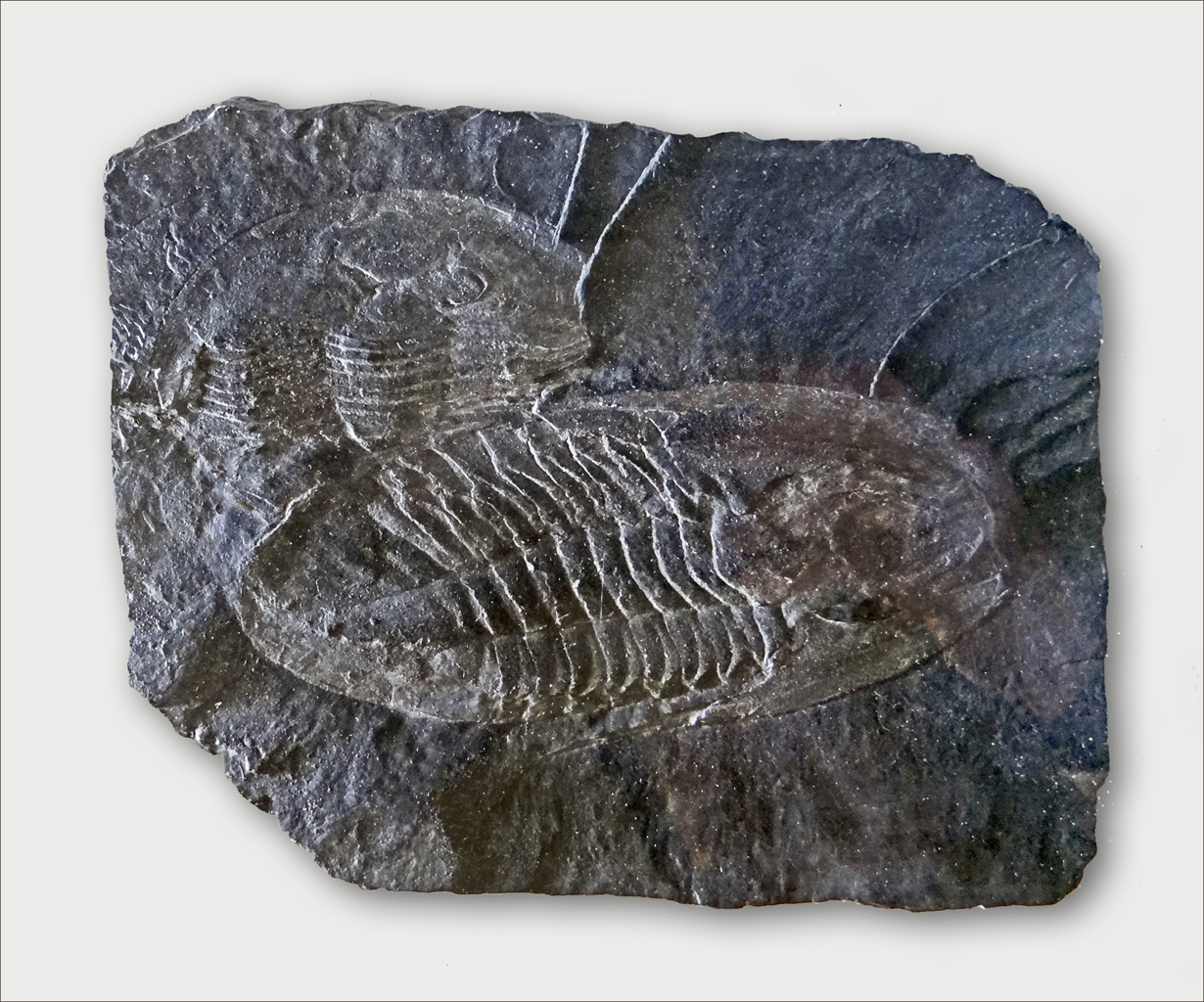
Fossile de trilobites dans le schiste.
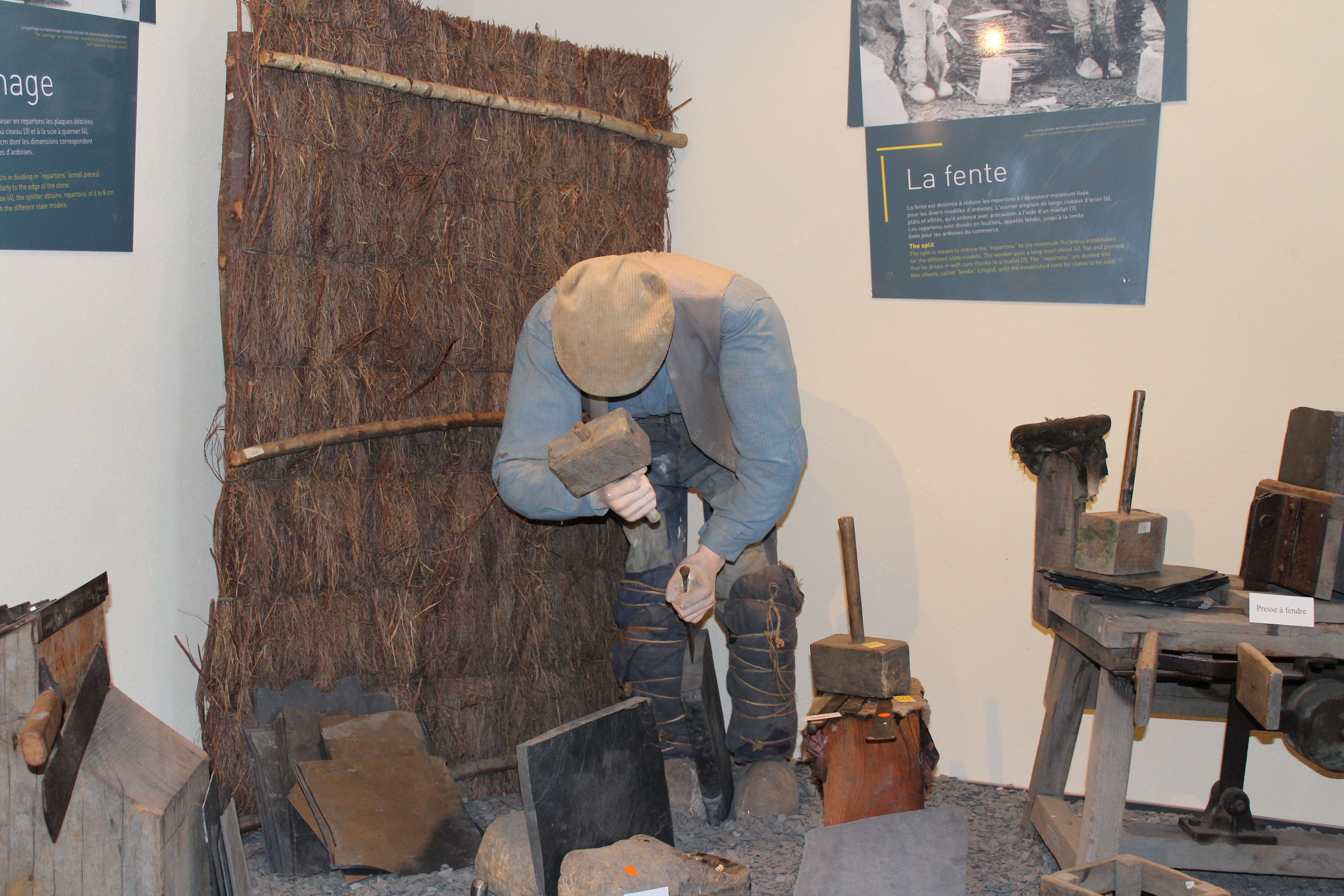
Fendeur d'ardoise.
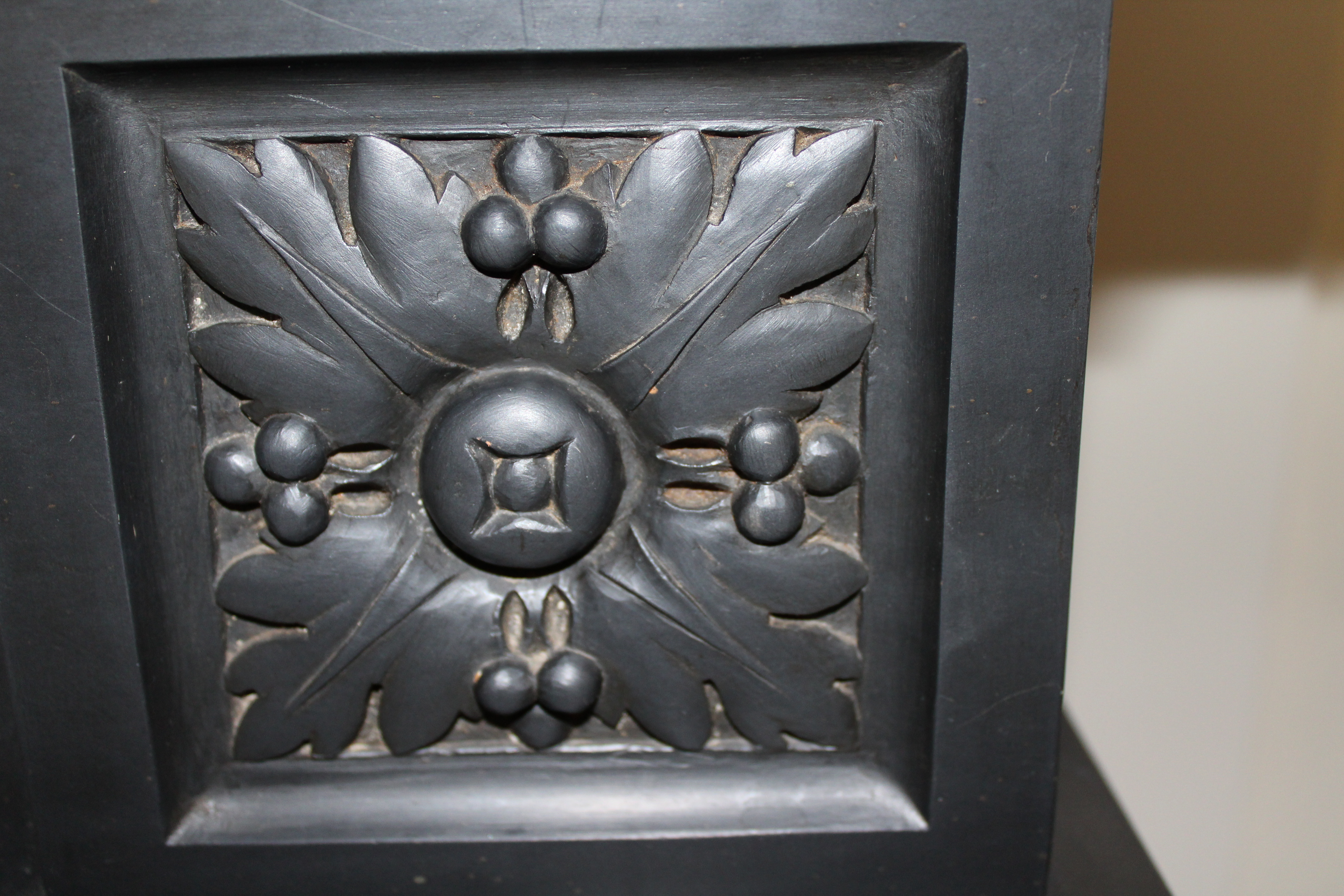
Ornement d'une cheminée.

## Animations
Outre les démonstrations de fente d'ardoise assurées par deux fendeurs, le musée organise des animations ponctuelles comme la fête des Perreyeux, rendez-vous annuel consacré aux métiers du schiste, ou une conférence sur les luttes sociales dans l'histoire ardoisière en février 2017, ou bien encore des animations à destination des enfants pendant les vacances scolaires. Le musée participe également à l'opération des Musées insolites, se déroulant dans le cadre de Made in Angers.

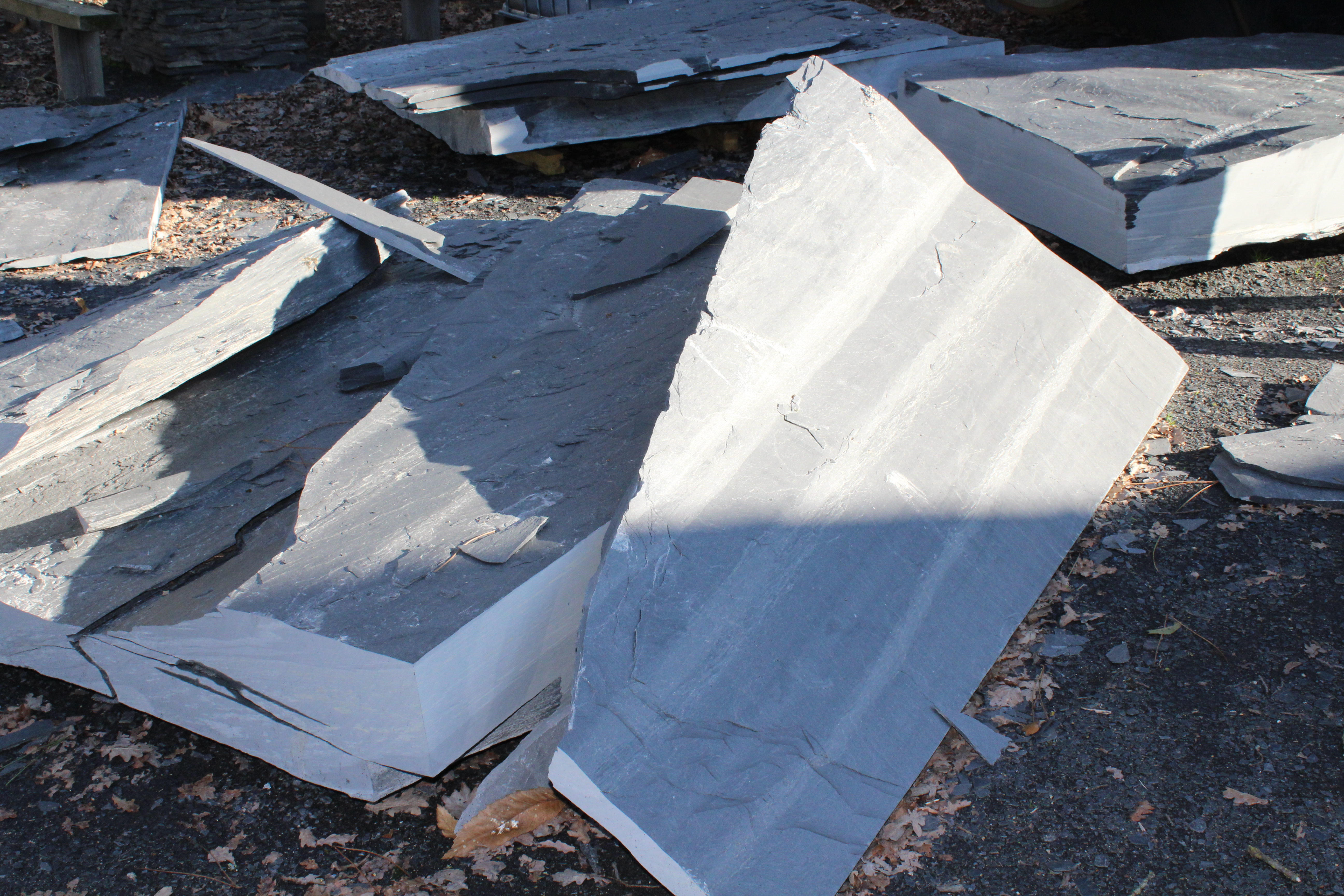
Fente d'ardoise, matière première.
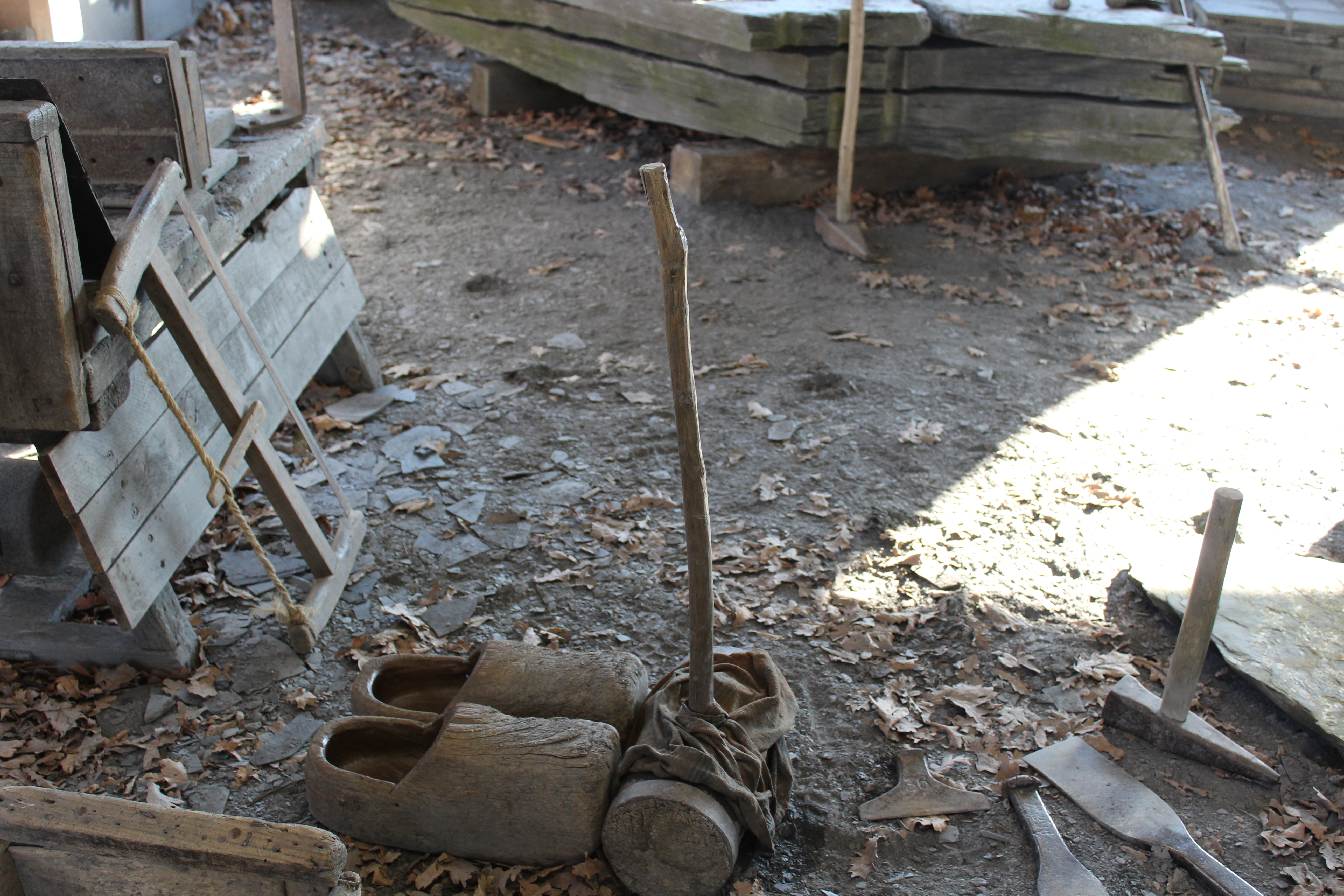
Fente d'ardoise, sabots du fendeur.
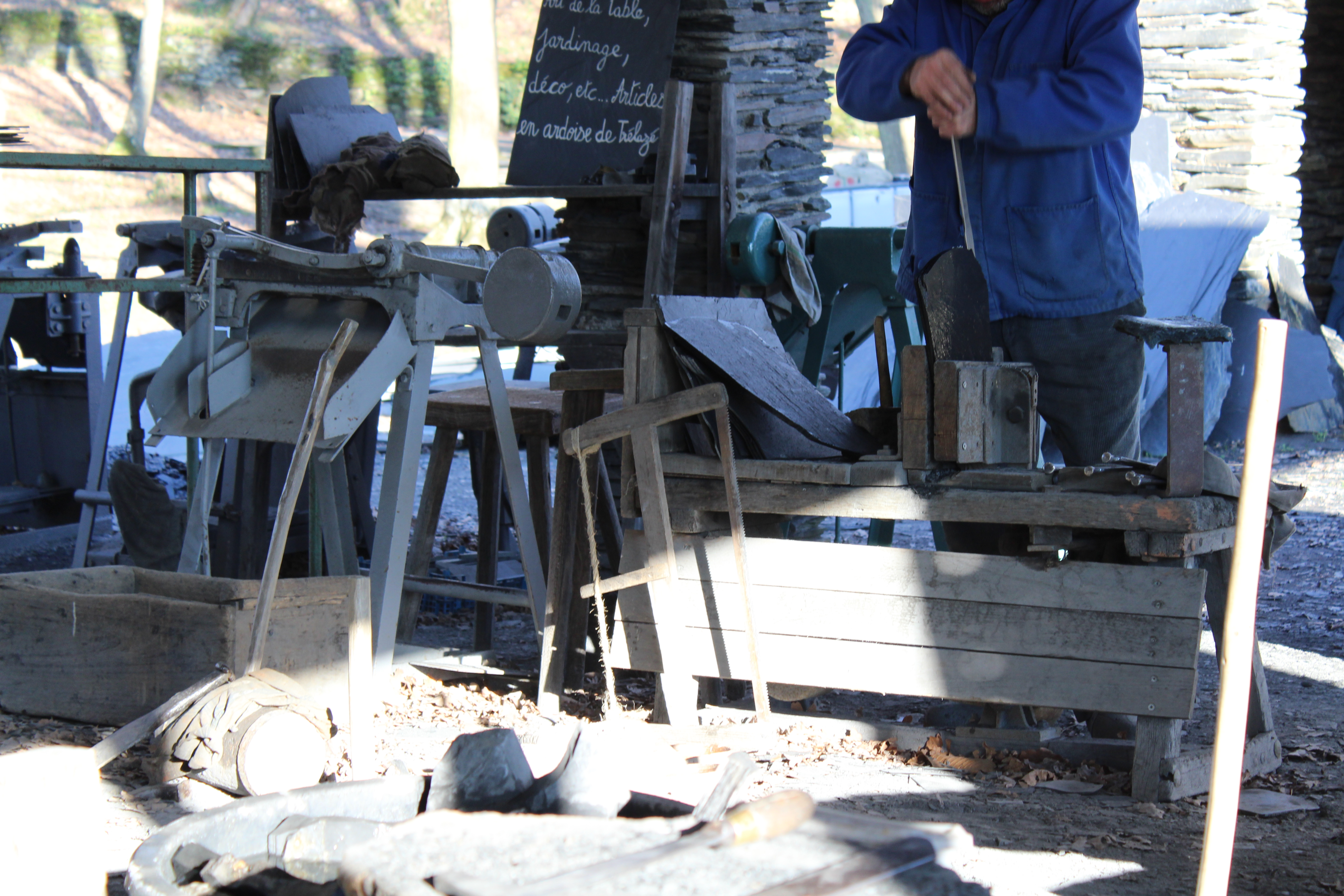
Fente d'ardoise, démonstration.
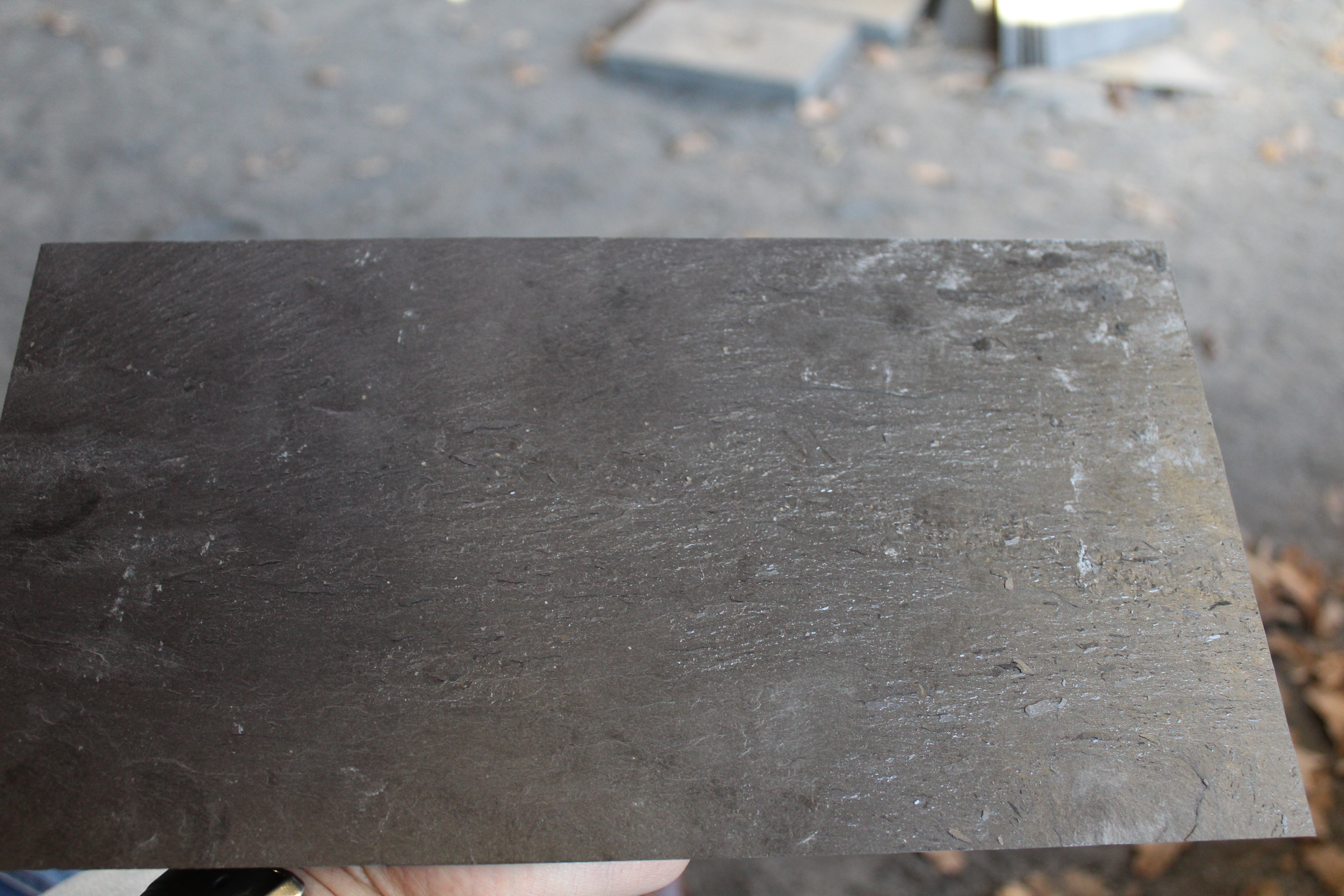
Fente d'ardoise, résultat.

## Localisation
Le musée se situe à Trélazé, 32 chemin de la Maraîchère, ville située au sud-est de l'agglomération d'Angers, au cœur de la plus importante production d'ardoise en France jusqu'au début du XXIe siècle,.
L'établissement est situé non loin d'une ligne de bus du réseau de transports en commun angevins, la ligne  (station Trélazé - Ménard).

## Administration
L'association des Amis de l'ardoise assure la gestion et l'entretien de l'ensemble du site de l'Union Petit Pré qui s'étend sur 3 hectares, et dont elle n'est propriétaire qu'en partie. Son financement est assuré notamment par le prix des entrées et une subvention versée par la mairie de Trélazé. En 2013, elle reçoit également une subvention exceptionnelle de la région à la suite de différents labels obtenus, totalisant cette année-là 137 000 € (137 990,51 €2016) de recettes. En 2017, l'entreprise Technitoit lui apporte également un soutien financier permettant notamment de réaliser une cabine audiovisuelle.
Pour subvenir à ses besoins en matière première, elle conclut en 2015 un partenariat avec l'entreprise angevine de négoce Larivière pour lui fournir huit tonnes annuelles d'ardoise.
Alain Roger en est le président, succédant en 2014 à Pascal Houdemont. L'association compte cette année-là environ 70 membres et trois salariés.

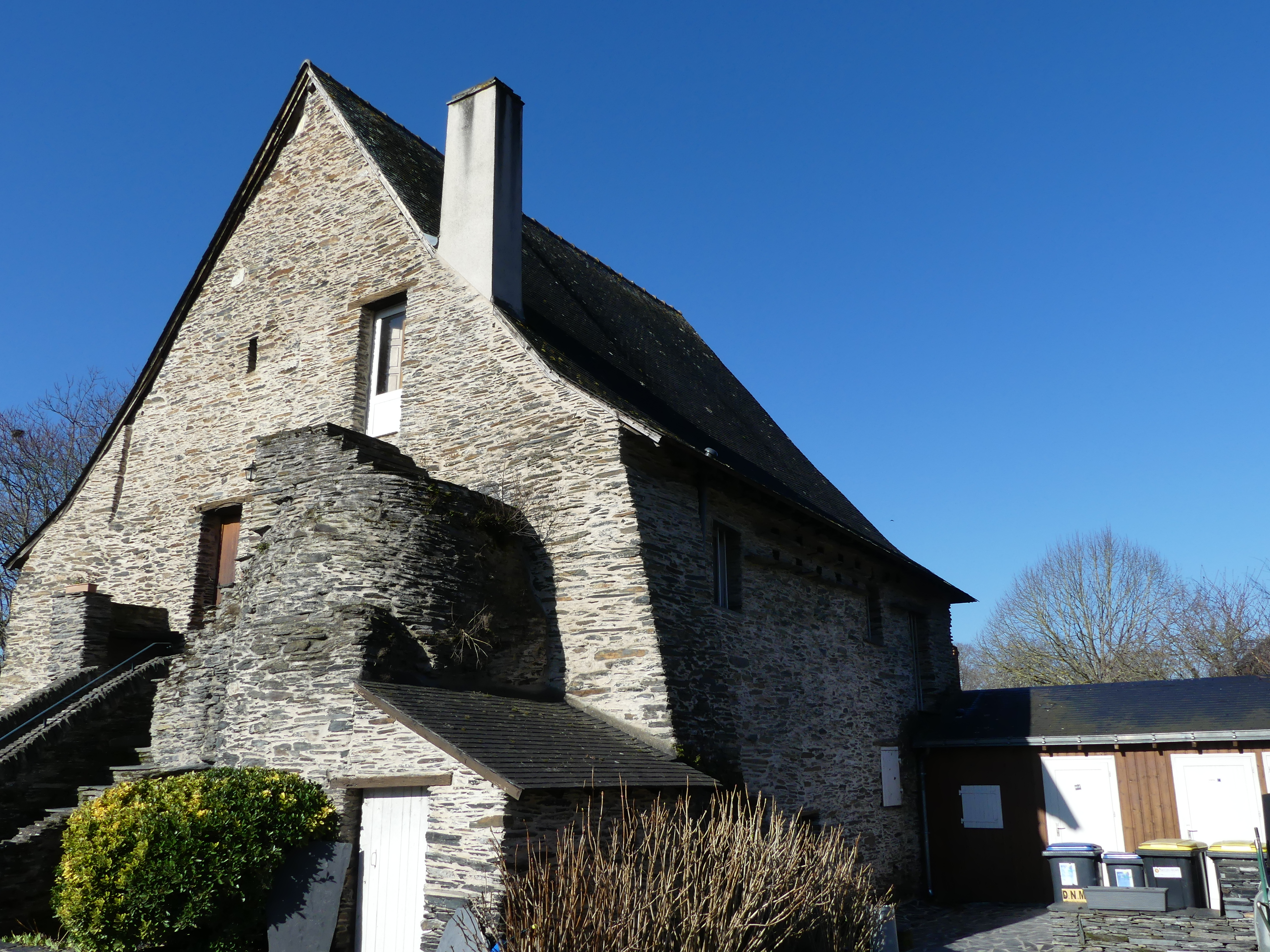
Maison de l'Union.
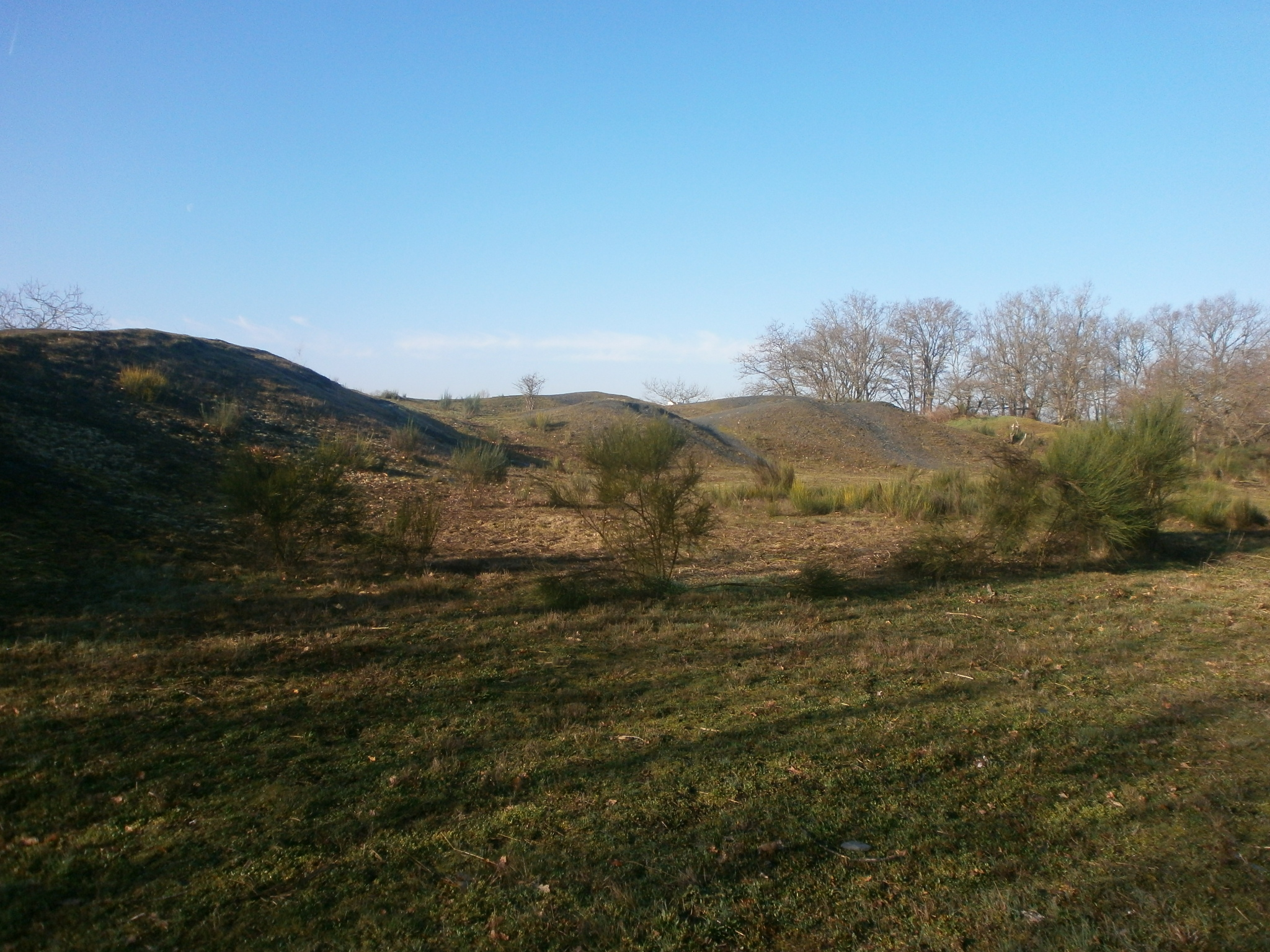
Friche industrielle.
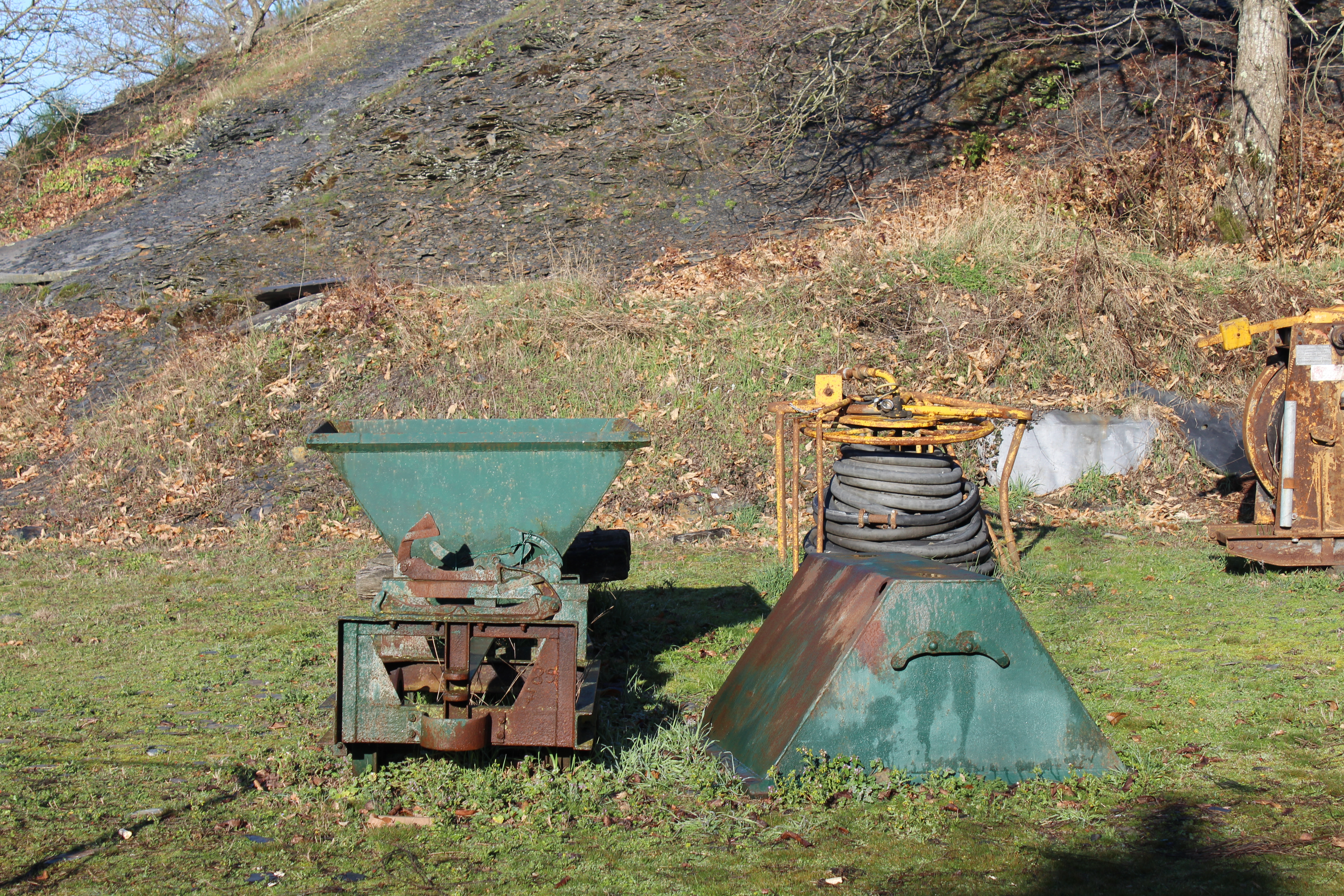
Matériels récupérés en 2014.
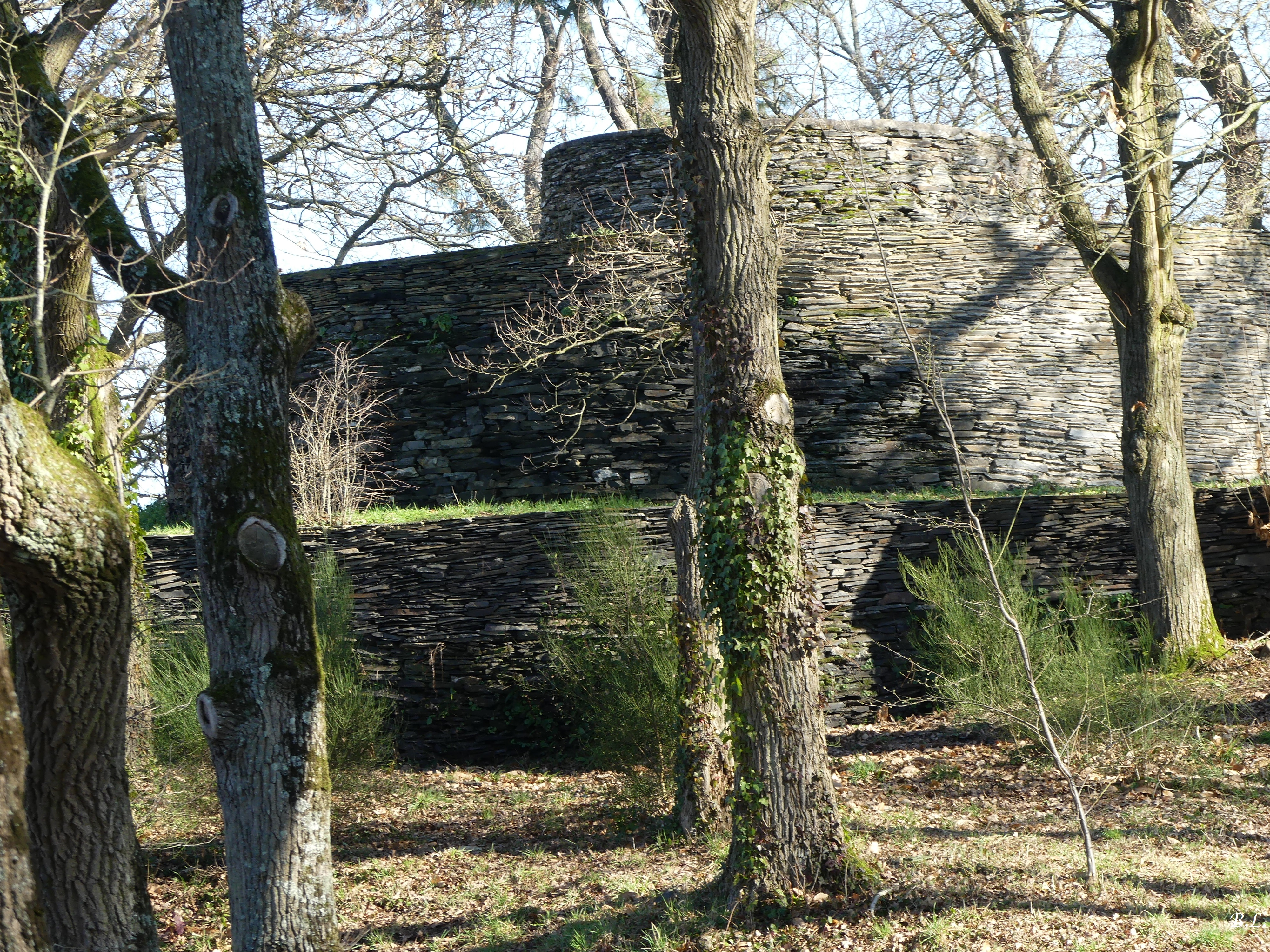
Moulin d'exhaure.